# Igreja Cristã Reformada Calvinista na Croácia
A Igreja Cristã Reformada Calvinista na Croácia (ICRCC), conhecida também como Igreja Cristã Reformada na Croácia (ICRC) ou Igreja Cristã Reformada Húngara na Croácia (ICRHC),  - em croata: Reformirana kršćanska kalvinska Crkva u Hrvatskoj - , é uma denominação reformada continental na Croácia, que atende principalmente a húngaros étnicos no país.
Foi formada em 1993, separando-se da Igreja Cristã Reformada da Iugoslávia, durante a dissolução da Iugoslávia.

## História
No Século XVI, a Reforma Protestante se espalhou pela Europa. Na Hungria, em 1567, foi organizado um sínodo em Debrecen, na qual os aderentes da Fé Reformada no pais se organizaram como uma denominação, que adotou a Segunda Confissão Helvética e Catecismo de Heidelberg como doutrinas oficiais. Esta denominação ficou conhecida como Igreja Reformada da Hungria.
A partir da dissolução da Áustria-Hungria, diversos territórios outrora dentro das fronteiras húngaras foram cedidos a outros países. Nestes países, foram organizadas denominações filhas da IRH. A Croácia tornou-se um território da Iugoslávia desde então.
Em 1933, as igrejas reformada húngaras na Iugoslávia se reuniram e formara a Igreja Cristã Reformada da Iugoslávia.
Todavia, após a dissolução da Iugoslávia, as igrejas reformadas na região se reorganizaram mais uma vez.
Na Croácia, em 1993, foi organizada a Igreja Cristã Reformada Calvinista na Croácia.
Em 2001, parte dos membros se separou para formar a Igreja Cristã Reformada Protestante na Croácia.

## Doutrina
A denominação pratica a ordenação de mulheres e subscreve o Catecismo de Heidelberg e Segunda Confissão Helvética.

## Relações Intereclesiásticas
A denominação é membro da Comunhão Mundial das Igrejas Reformadas e da Comunhão Reformada Húngara.